# Petr Rezek (filozof)
Petr Rezek (9. ledna 1948, Praha – 8. listopadu 2022, Praha) byl český fenomenologický filozof a teoretik umění.

## Životopis
Vystudoval psychologii, filozofii a estetiku na Filozofické fakultě Univerzity Karlovy, následně se několik let živil jako klinický psycholog; v letech 1979–1989 vykonával nekvalifikovaná zaměstnání. Od studií spolupracoval s Jiřím Němcem, v polovině 70. let byl v těsném kontaktu s Janem Patočkou, měl blízko k Jindřichu Chalupeckému, společně se sochařem Zdeňkem Palcrem zformuloval svébytnou koncepci sochy. V 80. letech vedl jeden z nejvýznamnějších filozofických bytových seminářů a ve spolupráci s britskou Asociací Jana Husa spoluorganizoval tajné návštěvy britských akademiků. Po změně politického režimu nastoupil na Akademii výtvarných umění v Praze a Filozofickou fakultu Univerzity Karlovy, následně působil na Akademii výtvarných umění v Praze a na Fakultě umění a architektury Technické univerzity v Liberci.
V 70. letech se věnoval především otázkám fenomenologické psychologie a fenomenologie umění (vliv E. Husserla, M. Heideggera, E. Finka, M. Bosse, H. Rombacha), v 80. letech se zčásti i s ohledem na možnosti tajné spolupráce se zahraničními kolegy začal intenzivněji věnovat antické filozofii (Platón, Aristotelés, Plótinos). Šířeji je známa jeho kritika Z. Neubauera, V. Havla a některých dalších českých intelektuálů, kterou poprvé publikoval v samizdatu. Po převratu inicioval edici PomFil (Pomocník filosofa) v nakladatelství Oikúmené, byl faktickým editorem časopisu Konserva (v dvoj-časopisu Konserva / Na hudbu) a založil vlastní nakladatelství, v němž mimo jiné nově zpřístupnil české překlady Aristotela. V roce 1999 byl jedním ze signatářů monarchistického prohlášení Na prahu nového milénia, jehož autorem byl spisovatel Petr Placák.
Od roku 2004 vycházejí vybrané starší i zcela původní texty v jednotné grafické úpravě přičiněním nakladatelství Ztichlá klika pod označením Spisy. 17. 5. 2015 získal Cenu Toma Stopparda za knihu Architektonika a protoarchitektura. V roce 2015 získal Cenu F. X. Šaldy udílenou za vynikající výkon v oblasti umělecké kritiky za knihu Proklouznutí neboli smrt.

## Dílo

### Spisy
Spisy Petra Rezka vyšly podle autorovy koncepce v pražském nakladatelství Ztichlá klika.
sv. I (2007): Filosofie a politika kýče. – Shromažďuje kritiky českého disidentského myšlení (zvl. Z. Neubauera a V. Havla), psané v osmdesátých letech především pro samizdatová periodika Kritický sborník a Střední Evropa. Tematicky navazující texty z doby po Listopadu 89 jsou do definitivního vydání připojeny v příloze a jako doslov. Poprvé knižně vyšlo v nakl. OIKOYMENH v roce 1991.
sv. II (2009): Husserlova věcnost. – Text přednášek, které autor na pozvání P. Vopěnky přednesl v roce 1986 na MFF UK.
sv. III (2007): Carusova operní hlídka. – Shromažďuje kritiky operních představení psané v letech 1983–1989 pro samizdatový Kritický sborník; připojeny je několik tematicky spřízněných textů z pozdější doby.
sv. IV (2008): Fenomenologická psychologie. – Zahrnuje texty a přednášky z let 1971–1977. Poprvé zveřejněno jako xeroxový samizdat autora (Úvod do fenomenologické psychologie, 1985) a v samizdatové edici Oikúmené (Přednášky k fenomenologické psychologii, 1985).
sv. V (2010): Tělo, věc a skutečnost. – Shromažďuje texty a přednášky k výtvarnému umění z let 1976–1981. Poprvé knižně vyšlo roku 1985 v polooficiální edici Jazové sekce "Jazzpetit" (pod názvem Tělo, věc a skutečnost v současném umění; pozdější vydání upravuje podtitul na znění v umění šedesátých a sedmdesátých let).
sv. VI (2010): Jan Patočka a věc fenomenologie. – Zahrnuje protokoly dvou seminárních diskusí s J. Patočkou, dva texty psané krátce po Patočkově smrti a odborné studie k Patočkově filosofii, psané v osmdesátých letech. Poprvé knižně vyšlo roku 1993 v nakladatelství OIKOYMENH.
sv. VII (2009, společně s nakl. Filosofia): Architektonika a protoarchitektura. – Psáno v letech 2005–2007 díky podpoře ředitele Filosofického ústavu AV ČR P. Barana. V roce 2009 oceněno cenou Toma Stopparda.
sv. VIII (2011): Démanty české filosofie. – Tematicky bezprostředně navazuje na Filosofii a politiku kýče. Nejzářivějšími démanty jsou V. Havel, Z. Neubauer, J. Sokol, V. Benda, I. Havel, M. Palouš, L. Hejdánek, Z. Kratochvíl a Z. Pinc.
sv. IX (2011): K teorii plastičnosti. – Upravené vydání výboru textů k výtvarnému umění, který původně vznikl pro nakladatelství Triáda a vyšel zde v roce 2004. Zahrnuje stati "Maskovitá plasticita", "Haptická ozvěna", "Moře a luk" a "Kopyto", kterým autor v celku svého díla přikládal zvláštní význam.
sv. X (2014): Proklouznutí neboli smrt. – Úvahy o soše a výtvarném umění. Tematicky navazuje především na předchozí svazek. V roce 2015 oceněno cenou F. X. Šaldy.
sv. XI (2018): Chapadla opery. – Upravený text přednášek pronesených na FF UK v akademickém roce 2013–2014. Jako přílohu zahrnuje libreto opery Lessy.

### Vybrané překlady
- 1994: Plótinos: Dvě pojednání o kráse
- 1995: Plótinos: Sestry duše
- 1995: Plótinos: Věčnost, čas a duch
- 1997: Plótinos: O klidu
- 2002: Piet Mondrian: Lidem budoucnosti (spolupráce)

### Festschrift
Sborník Energein: Petru Rezkovi k jednasedmdesátým narozeninám vyšel roku 2019 v edici Singolare nakladatelství Rubato.

### Ohlasy a nekrology
- Michael Špirit, Petr Rezek 70
- Daniel Vojtěch, Proti síle zvyku
- Martin Pokorný, laudatio u příležitosti udělení ceny F. X. Šaldy
- Patrik Líbal, Petr Rezek odešel
- Vojtěch Kolman, Antidiskotéka Petra Rezka. Jak vyložit svět ze tří taktů
- Miroslav Petříček, Filosof, který věřil, že koláče nejsou jen pro hlupáky
- Martin Pokorný, Petr Rezek (9. ledna 1948 – 8. listopadu 2022)
- Robin Pech, Za Petrem Rezkem (9. 1. 1948 – 8. 11. 2022)
- Martin Pokorný, Rezek vychovatel
- Josef Moural, Vzpomínka na Petra Rezka
- Vojtěch Kolman, Zásady filosofické lukostřelby